# فهرست W3
فهرست W3, کاتالوگ W3 (به لاتین: W3Catalog یا CUI WWW) یک موتور جستجوی بسیار ابتدایی بود. نخستین بار در ۲ سپتامبر ۱۹۹۳ توسط اسکار نیستراش در مرکز تحقیقات دانشگاه ژنو توسعه داده شد.
برخلاف موتور جستجوهای جدیدتر، مانند Aliweb که تلاش می‌کند تا وب را با خزیدن در میان محتوای وبگاه‌ها فهرست کند، فهرست W3 با توجه به اینکه چه‌چیزی در حال حاضر در فهرست‌های با کیفیت بالا و دستی از منابع وب وجود دارد که در آن زمان قابل جستجو نبوده فهرست‌بندی می‌شد. فهرست W3 این صفحات را نمایش می‌داد و آشکار می‌کرد. نوشته‌ها را به صورت جداگانه بازنویسی می‌کرد و یک رابط کاربری مبتنی بر پرل به کاربران برای قادر ساختن آن‌ها به پرس‌وجوی پویا ارائه می‌داد.
در آن زمان CGI هنوز وجود نداشت؛ بنابراین فهرست W3 به عنوان یک افزایه (Extension) به وب سرور Tony Sander's Plexus اجرا شده در پرل اجرا شد.
فهرست W3 در ۱۸ آذر ۱۳۷۵ (۸ دسامبر ۱۹۹۶) به دلیل مشکلات فنی و مالی بازنشسته شد.